# Oppidum van Entremont
Het Oppidum van Entremont was in de oudheid de hoofdstad van de Liguriërs, een Keltische stam die woonde in de huidige Provence en in het noordwesten van Italië. De 3,5 hectare grote archeologische vindplaats ligt op drie kilometer van Aix-en-Provence op de zuidelijke punt van het plateau van Puyricard.
De stad is tussen 180 en 170 v.Chr. gesticht, later dan de meeste oppida in Gallië. In 123 v.Chr. werd de stad ingenomen door de Romeinen, die vervolgens aan de voet van het plateau de nieuwe stad Aquae Sextiae (het huidige Aix-en-Provence) stichtten. Entremont werd verlaten en rond 90 v.Chr. was de stad volledig onbewoond.
Entremont bestaat uit twee delen, omringd door vestingwerken. De archeoloog Fernand Benoit noemde het hoger gelegen deel Ville Haute en het lager gelegen stadsdeel Ville Basse. Omdat bleek dat de Ville Haute het oudste deel was en dat Ville Basse een latere stadsuitbreiding betrof, zijn de stadsdelen hernoemd tot Habitat 1 respectievelijk Habitat 2.
In het Musée Granet zijn vondsten uit Entremont tentoongesteld.